# 대한민국 정부 발표 친일반민족행위자 명단 - 경제·사회
대한민국 정부 발표 친일반민족행위자 명단 - 경제·사회는 대한민국의 대통령 소속 친일반민족행위진상규명위원회가 일제강점하 반민족행위 진상규명에 관한 특별법을 적용, 조사하여 공식 발표한 친일반민족행위자 명단 중 경제·사회 부문에 분류된 이들의 명단이다. 경제 분야, 교육 분야, 언론 분야, 종교 분야, 정치·사회 단체 분야로 나누어 발표했으며 이 가운데 종교 분야는 기독교(개신교·천주교) 분야, 불교 분야, 유교 분야, 천도교 분야로 나누어 발표했다.

## 선정 과정
친일반민족행위진상규명위원회는 현존하는 문헌 자료를 통해 구체적인 친일반민족행위가 입증된 경제·사회 부문 인사 225명(경제 분야 인사 36명, 교육 분야 인사 27명, 언론 분야 인사 37명, 종교 분야 인사 65명(기독교 분야 인사 19명, 불교 분야 인사 12명, 유교 분야 인사 21명, 천도교 분야 인사 13명), 정치·사회 단체 분야 인사 60명)에 대한 조사 대상자 선정 심의를 진행했다.
친일반민족행위 조사 대상자 심의 결과 207명(경제 분야 인사 33명, 교육 분야 인사 26명, 언론 분야 인사 37명, 종교 분야 인사 55명(기독교 분야 인사 18명, 불교 분야 인사 10명, 유교 분야 인사 14명, 천도교 분야 인사 13명), 정치·사회 단체 분야 인사 56명)이 경제·사회 부문 조사 대상자로 선정되었으며 18명(경제 분야 인사 3명, 교육 분야 인사 1명, 종교 분야 인사 10명(기독교 분야 인사 1명, 불교 분야 인사 2명, 유교 분야 인사 7명), 정치·사회 단체 분야 인사 4명)이 기각 결정을 받았다.
친일반민족행위 조사 대상자 선정에 대한 이의 신청 과정에서는 37건(경제 분야 7건, 교육 분야 11건, 언론 분야 4건, 종교 분야 15건(기독교 분야 7건, 불교 분야 2건, 유교 분야 3건, 천도교 분야 3건))의 이의 신청이 접수되었다. 심의 결과 5건(언론 분야 1건, 종교 분야 4건(기독교 분야 1건, 불교 분야 1건, 천도교 분야 2건))이 인용(선정 취소)되었고 32건(경제 분야 7건, 교육 분야 11건, 언론 분야 3건, 종교 분야 11건(기독교 분야 6건, 불교 분야 1건, 유교 분야 3건, 천도교 분야 1건))이 기각(선정 유지)되었다.
친일반민족행위진상규명위원회는 친일반민족행위 조사 대상자로 지정된 경제·사회 부문 인사 202명(경제 분야 인사 33명, 교육 분야 인사 26명, 언론 분야 인사 36명, 종교 분야 인사 51명(기독교 분야 인사 17명, 불교 분야 인사 9명, 유교 분야 인사 14명, 천도교 분야 인사 11명), 정치·사회 단체 분야 인사 56명)에 대한 조사를 진행하면서 친일반민족행위에 관한 결정을 심의했다. 심의 결과 186명(경제 분야 인사 32명, 교육 분야 인사 22명, 언론 분야 인사 33명, 종교 분야 인사 48명(기독교 분야 인사 17명, 불교 분야 인사 9명, 유교 분야 인사 12명, 천도교 분야 인사 10명), 정치·사회 단체 분야 인사 51명)이 친일반민족행위자로 결정되었으며 16명(경제 분야 인사 1명, 교육 분야 인사 4명, 언론 분야 인사 3명, 종교 분야 인사 3명(유교 분야 인사 2명, 천도교 분야 인사 1명), 정치·사회 단체 분야 인사 5명)이 기각 결정을 받았다.
친일반민족행위 결정에 대한 이의 신청 과정에서는 23건(경제 분야 5건, 교육 분야 5건, 언론 분야 3건, 종교 분야 9건(기독교 분야 6건, 불교 분야 1건, 유교 분야 1건, 천도교 분야 1건), 정치·사회 단체 분야 1건)의 이의 신청이 접수되었다. 심의 결과 23건(경제 분야 5건, 교육 분야 5건, 언론 분야 3건, 종교 분야 9건(기독교 분야 6건, 불교 분야 1건, 유교 분야 1건, 천도교 분야 1건), 정치·사회 단체 분야 1건)이 기각(선정 유지)되었다. 친일반민족행위진상규명위원회의 최종 심의 결과 186명(경제 분야 인사 32명, 교육 분야 인사 22명, 언론 분야 인사 33명, 종교 분야 인사 48명(기독교 분야 인사 17명, 불교 분야 인사 9명, 유교 분야 인사 12명, 천도교 분야 인사 10명), 정치·사회 단체 분야 인사 51명)이 경제·사회 부문 친일반민족행위자로 결정되었다.

## 경제·사회 분야 목록 (186명)

### 경제 (32명)
| - 김사연 (金思演) - 김시현 (金時鉉) - 김연수 (金秊洙) - 김영택 (金泳澤) - 김한규 (金漢奎) - 문명기 (文明琦) - 민규식 (閔奎植) | - 박경석 (朴經錫) - 박기효 (朴基孝) - 박흥식 (朴興植) - 방규환 (方奎煥) - 방의석 (方義錫) - 백낙승 (白樂承) - 백남신 (白南信) | - 백완혁 (白完爀) - 백인기 (白寅基) - 손홍원 (孫弘遠) - 신용욱 (愼鏞頊) - 양재창 (梁在昶) - 예종석 (芮宗錫) - 이강혁 (李康爀) | - 이봉래 (李鳳來) - 장우식 (張友植) - 장직상 (張稷相) - 장홍식 (張弘植) - 정치국 (丁致國) - 조병상 (曺秉相) - 조진태 (趙鎭泰) | - 최승렬 (崔昇烈) - 최창학 (崔昌學) - 한상룡 (韓相龍) - 홍충현 (洪忠鉉) |

### 교육 (22명)
| - 고황경 (高凰京) - 김성수 (金性洙) - 김윤정 (金玧禎) - 김활란 (金活蘭) - 박관수 (朴寬洙) | - 박인덕 (朴仁德) - 배상명 (裵祥明) - 손정규 (孫貞圭) - 송금선 (宋今璇) - 신봉조 (辛鳳祚) | - 오긍선 (吳兢善) - 유각경 (兪珏卿) - 유억겸 (兪億兼) - 이숙종 (李淑鍾) - 임숙재 (任淑宰) | - 장덕수 (張德秀) - 장응진 (張膺震) - 조기홍 (趙圻烘) - 조동식 (趙東植) - 허하백 (許河伯) | - 현헌 (玄櫶) - 홍승원 (洪承嫄) |

### 언론 (33명)
| - 김동진 (金東進) - 김상회 (金尙會) - 김선흠 (金善欽) - 김환 (金丸) - 노성석 (盧聖錫) - 노창성 (盧昌成) - 민원식 (閔元植) | - 박남규 (朴南圭) - 박희도 (朴熙道) - 방응모 (方應謨) - 방태영 (方台榮) - 변일 (卞一) - 서춘 (徐椿) - 선우일 (鮮于日) | - 송순기 (宋淳夔) - 신광희 (申光熙) - 심우섭 (沈友燮) - 양재하 (梁在廈) - 유광렬 (柳光烈) - 이기세 (李基世) - 이상협 (李相協) | - 이원영 (李元榮) - 이윤종 (李允鍾) - 이익상 (李益相) - 이장훈 (李章薰) - 이정섭 (李晶燮) - 이창수 (李昌洙) - 정우택 (鄭禹澤) | - 정인익 (鄭寅翼) - 최영년 (崔永年) - 함상훈 (咸尙勳) - 홍순기 (洪淳起, 홍양명(洪陽明)) - 홍승구 (洪承耉) |

### 종교 (48명)

#### 기독교 (개신교·천주교, 17명)
| - 갈홍기 (葛弘基) - 구자옥 (具滋玉) - 김길창 (金吉昌) - 김응순 (金應珣) | - 노기남 (盧基南) - 박연서 (朴淵瑞) - 백낙준 (白樂濬) - 신흥우 (申興雨) | - 양주삼 (梁柱三) - 유일선 (柳一宣) - 윤치소 (尹致昭) - 이동욱 (李東旭) | - 전필순 (全弼淳) - 정인과 (鄭仁果) - 정춘수 (鄭春洙) - 채필근 (蔡弼近) | - 황종률 (黃鍾律) |

#### 불교 (9명)
| - 강대련 (姜大蓮) - 곽법경 (郭法鏡) | - 권상로 (權相老) - 김용곡 (金龍谷) | - 김태흡 (金泰洽) - 박윤진 (朴允進) | - 이종욱 (李鍾郁) - 이회광 (李晦光) | - 허영호 (許永鎬) |

#### 유교 (12명)
| - 김완진 (金完鎭) - 나일봉 (羅一鳳) - 박치상 (朴稚祥) | - 안인식 (安寅植) - 어윤적 (魚允迪) - 유진찬 (兪鎭贊) | - 이경식 (李敬植) - 이대영 (李大榮) - 이명세 (李明世) | - 이인직 (李人稙) - 정만조 (鄭萬朝) - 정봉시 (鄭鳳時) |  |

#### 천도교 (10명)
| - 김병제 (金秉濟) - 박완 (朴浣) | - 백중빈 (白重彬) - 이단 (李團) | - 이돈화 (李敦化) - 이종린 (李鍾麟) | - 정광조 (鄭廣朝) - 조기간 (趙基竿) | - 최린 (崔麟) - 최안국 (崔安國) |

### 정치·사회 단체 (51명)
| - 김규창 (金奎昌) - 김사영 (金士永) - 김석태 (金錫泰) - 김재곤 (金載坤) - 김재룡 (金在龍) - 김재순 (金在珣) - 김정국 (金鼎國) - 김준모 (金浚模) - 김진태 (金振泰) - 김택현 (金澤鉉) - 박기순 (朴基順) | - 박노학 (朴魯學) - 박영래 (朴榮來) - 박지양 (朴之陽) - 박해묵 (朴海默) - 백낙원 (白樂元) - 서창보 (徐彰輔) - 신태항 (申泰恒) - 안태준 (安泰俊) - 양재익 (梁在翼) - 원세기 (元世基) - 유두환 (柳斗煥) | - 유학주 (兪鶴柱) - 윤시병 (尹始炳) - 윤정식 (尹定植) - 윤필오 (尹弼五) - 이동혁 (李東爀) - 이범찬 (李範贊) - 이범철 (李範喆) - 이용구 (李容九) - 이종춘 (李鍾春) - 이준용 (李埈鎔) - 이학재 (李學宰) | - 장동환 (張東煥) - 전부일 (全富一) - 전성욱 (全聖旭) - 정규환 (鄭圭煥) - 조덕하 (趙悳夏) - 조병렬 (趙炳烈) - 조인성 (趙寅星) - 조희붕 (趙羲鵬) - 차종호 (車宗鎬) - 채기두 (蔡基斗) - 최운섭 (崔雲燮) | - 한경원 (韓景源) - 한교연 (韓敎淵) - 한국정 (韓國正) - 한남규 (韓南奎) - 한창회 (韓昌會) - 홍긍섭 (洪肯燮) - 홍윤조 (洪允祖) |

## 친일반민족행위 조사 대상자 선정 심의 과정에서 기각된 인물 (23명)

### 경제 (3명)
- 백형수 (白瀅洙): 친일 단체인 대정실업친목회 이사로 활동했으나 대정실업친목회에서 활동한 기간이 짧고 두드러진 활동이 없음.
- 조병택 (趙秉澤): 화폐정리사업에 협조한 공로로 일본 정부로부터 한국병합기념장을 받았으나 그 외의 친일반민족행위가 미약함.
- 주성근 (朱性根): 친일 단체인 대정실업친목회 이사로 활동했으나 대정실업친목회에서 활동한 기간이 짧고 두드러진 활동이 없음.

### 교육 (1명)
- 차사백 (車士伯): 일제강점기 말기에 식민 통치 협력, 침략 전쟁 지원 활동에 참여했으나 친일반민족행위가 적극적이었다고 보기에 낮음.

### 언론 (1명)
- 장지연 (張志淵): 조선총독부의 기관지 《매일신보》에 기고한 글을 통해 일본의 식민 통치에 협력했으나 기고문 내용의 일부가 식민 통치를 적극적으로 지지했다고 보기는 미흡함.

### 종교 (14명)

#### 기독교 (개신교·천주교, 2명)
- 김우현 (金禹鉉): 국민정신총동원조선연맹, 국민총력조선연맹, 조선임전보국단 회원으로 활동했으나 친일반민족행위가 뚜렷하게 나타나지 않음.
- 남상철 (南相喆): 충청북도 음성군 감곡면장으로 활동한 이후에 국민총력천주교경성교구연맹 이사장을 역임했으나 천주교의 일제 협력을 주도했다는 구체적인 행적이 다소 부족하다는 사실, 전임자인 노기남 신부의 업무량이 늘어나면서 교단의 외부 활동을 담당한다는 명목하에 이사장직을 맡았다는 사실이 인정됨.

#### 불교 (3명)
- 김구하 (金九河): 1910년대에 조선 불교와 일본 불교의 합병을 시도하는 등 친일 행위가 있었으나 1925년 통도사 주지에서 사임한 이후에 친일과 관련된 활동이 없음.
- 김지순 (金之淳): 한일 병합 조약 체결 이후에 친일반민족행위에 참여했으나 친일반민족행위를 입증할 수 있는 관련 자료가 부족함.
- 방한암 (方漢岩): 조계종 종정을 역임했으나 1925년 이후에 오대산 상원사 동구 밖을 떠난 적이 없음.

#### 유교 (7명)
- 김광현 (金光鉉): 경학원 강사 재직 시절에 일본 천황과 황태자를 칭송하는 한시를 작성하고 지방에서 일본의 식민 통치를 찬양, 지지하는 순회 강연을 벌였으나 경학원 강사가 《일제강점하 반민족행위 진상규명에 관한 특별법》에 명시된 일본 제국주의의 통치 기구의 주요 외곽 단체의 장 또는 간부로 보기는 어려움.
- 박승동 (朴昇東): 경학원 강사 재직 시절에 일본 천황과 황태자를 칭송하는 한시를 작성하고 지방에서 일본의 식민 통치를 찬양, 지지하는 순회 강연을 벌였으나 경학원 강사가 《일제강점하 반민족행위 진상규명에 관한 특별법》에 명시된 일본 제국주의의 통치 기구의 주요 외곽 단체의 장 또는 간부로 보기는 어려움.
- 박장홍 (朴長鴻): 경학원 강사 재직 시절에 일본 천황과 황태자를 칭송하는 한시를 작성하고 지방에서 일본의 식민 통치를 찬양, 지지하는 순회 강연을 벌였으나 경학원 강사가 《일제강점하 반민족행위 진상규명에 관한 특별법》에 명시된 일본 제국주의의 통치 기구의 주요 외곽 단체의 장 또는 간부로 보기는 어려움.
- 여규형 (呂圭亨): 경학원 강사 재직 시절에 일본 천황과 황태자를 칭송하는 한시를 작성하고 지방에서 일본의 식민 통치를 찬양, 지지하는 순회 강연을 벌였으나 경학원 강사가 《일제강점하 반민족행위 진상규명에 관한 특별법》에 명시된 일본 제국주의의 통치 기구의 주요 외곽 단체의 장 또는 간부로 보기는 어려움.
- 이학재 (李鶴在): 경학원 강사 재직 시절에 일본 천황과 황태자를 칭송하는 한시를 작성하고 지방에서 일본의 식민 통치를 찬양, 지지하는 순회 강연을 벌였으나 경학원 강사가 《일제강점하 반민족행위 진상규명에 관한 특별법》에 명시된 일본 제국주의의 통치 기구의 주요 외곽 단체의 장 또는 간부로 보기는 어려움.
- 정봉현 (鄭鳳鉉): 경학원 강사 재직 시절에 일본 천황과 황태자를 칭송하는 한시를 작성하고 지방에서 일본의 식민 통치를 찬양, 지지하는 순회 강연을 벌였으나 경학원 강사가 《일제강점하 반민족행위 진상규명에 관한 특별법》에 명시된 일본 제국주의의 통치 기구의 주요 외곽 단체의 장 또는 간부로 보기는 어려움.
- 황돈수 (黃敦秀): 경학원 강사 재직 시절에 일본 천황과 황태자를 칭송하는 한시를 작성하고 지방에서 일본의 식민 통치를 찬양, 지지하는 순회 강연을 벌였으나 경학원 강사가 《일제강점하 반민족행위 진상규명에 관한 특별법》에 명시된 일본 제국주의의 통치 기구의 주요 외곽 단체의 장 또는 간부로 보기는 어려움.

#### 천도교 (2명)
- 신용구 (申鏞九): 조선총독부, 국민총력조선연맹의 외곽 단체를 통해 천도교인들의 전시 체제 협력을 독려했으나 천도교의 최고 책임자인 도령으로 재직한 기간이 2년에 불과하고 개인적인 친일 행위가 미약함.
- 임문호 (林文虎): 국민정신총동원천도교연맹에서 이사 이상의 임원을 역임하면서 개인적인 친일 협력 행위에 참여했으나 1941년 이후의 행적이 없고 친일반민족행위 기간 또한 상대적으로 짧은 편임.

### 정치·사회 단체 (4명)
- 서채 (徐采): 일진회 평의원 자격으로 합방 청원 활동에 참여했으나 주도적으로 참여했다고 판단하기 어렵고 일진회 해산 당시에 분배금 수령 여부가 불분명함.
- 이교림 (李敎林): 면장 자격으로 면에서 자위단을 조직했으나 친일반민족행위가 미약함.
- 전상우 (全相雨): 면장 자격으로 면에서 자위단을 조직했으나 친일반민족행위가 미약함.
- 전태현 (全台鉉): 일진회 평의원 자격으로 합방 청원 활동에 참여했으나 주도적으로 참여했다고 판단하기 어렵고 일진회 해산 당시에 분배금 수령 여부가 불분명함.

## 친일반민족행위 결정 심의 과정에서 기각된 인물 (16명)

### 경제 (1명)
- 김형옥 (金衡玉): 동양척식주식회사 설립위원, 조선식산은행 참여위원으로 활동했으나 조선민립대학기성회 광주지방부 집행위원, 목포지방부 위원장을 역임하는 등 적극적인 친일반민족행위를 했다고 보기는 어려움.

### 교육 (4명)
- 박마리아 (朴瑪利亞): 일제강점기 말기에 식민 통치 협력, 침략 전쟁 지원 활동에 참여했으나 친일반민족행위에 해당되는 활동 횟수, 행위 정도가 상대적으로 약한 편임.
- 서은숙 (徐恩淑): 일제강점기 말기에 식민 통치 협력, 침략 전쟁 지원 활동에 참여했으나 친일반민족행위가 상대적으로 약하고 적극성이 결여됨.
- 현상윤 (玄相允): 일제강점기 말기에 식민 통치 협력, 침략 전쟁 지원 활동에 참여했으나 친일반민족행위가 전체적으로 적극성, 주도성에서 상대적으로 약한 편임.
- 황신덕 (黃信德): 일제강점기 말기에 식민 통치 협력, 침략 전쟁 지원 활동에 참여했으나 친일반민족행위 협력의 정도가 약하고 적극성이 결여됨.

### 언론 (3명)
- 김형원 (金炯元): 조선총독부의 기관지 《매일신보》의 편집국장을 역임했으나 《매일신보》 재직 시절에 인쇄인으로서 투옥된 사실과 민족적 의식을 피력한 사실이 인정됨.
- 최영주 (崔泳柱): 월간 잡지 《신시대》의 주간으로 활동하던 기간이 짧고 기고문을 통한 친일반민족행위 협력의 정도가 미약함.
- 황의필 (黃義弼): 일진회 기관지 《국민신보》의 주필로 활동했으나 이를 입증할 수 있는 직접적인 자료가 없고 《국민신보》가 현존하지 않기 때문에 사실을 입증할 수 있는 자료가 없음.

### 종교 (3명)

#### 유교 (2명)
- 김유제 (金有濟): 경학원 사성 이외에 뚜렷한 개인적인 친일 행위가 없음.
- 정윤수 (鄭崙秀): 경학원 사성 이외에 뚜렷한 개인적인 친일 행위가 없음.

#### 천도교 (1명)
- 이인숙 (李仁淑): 조선총독부, 국민총력조선연맹의 외곽 단체를 통해 친일반민족행위에 참여했으나 천도교의 최고 책임자인 도령으로 재직한 기간이 1년에 불과하고 개인적인 친일 행위가 없는 편임.

### 정치·사회 단체 (5명)
- 김사정 (金思鼎): 일진회 및 자위단원호회 관계자였으나 친일반민족행위의 주도성과 적극성이 상대적으로 높지 않은 편임.
- 김석윤 (金錫潤): 전북자성회 유세원으로 선전, 강연 활동을 한 행적이 나타났으나 친일반민족행위의 주도성과 적극성이 상대적으로 높지 않은 편임.
- 김호중 (金浩重): 일진회 및 자위단원호회 관계자였으나 친일반민족행위의 주도성과 적극성이 상대적으로 높지 않은 편임.
- 박인재 (朴仁在): 청도자위회 지부장을 역임한 경력 이외에 다른 행적이 나타나지 않기 때문에 친일반민족행위의 주도성과 적극성이 상대적으로 높지 않은 편임.
- 유재기 (柳在箕): 전북자성회 유세원으로 선전, 강연 활동을 한 행적이 나타났으나 친일반민족행위의 주도성과 적극성이 상대적으로 높지 않은 편임.

## 같이 보기
- 대한민국 정부 발표 친일반민족행위자 명단
- 대한민국 정부 발표 친일반민족행위자 명단 - 정치
- 대한민국 정부 발표 친일반민족행위자 명단 - 통치 기구
- 대한민국 정부 발표 친일반민족행위자 명단 - 문화
- 대한민국 정부 발표 친일반민족행위자 명단 - 해외
- 친일반민족행위 106인 명단
- 친일반민족행위 195인 명단
- 친일반민족행위 705인 명단

## 참고자료
- 친일반민족행위진상규명위원회 (2009). 《친일반민족행위진상규명 보고서 Ⅱ》. 서울.